# Eygues
Az Eygues (vagy Aigue) folyó Franciaország délkeleti részén, Auvergne-Rhône-Alpes régió Drôme megyéjében, valamint Provence-Alpes-Côte d’Azur régió Hautes-Alpes és Vaucluse megyéjében. A Rhône bal oldali mellékfolyója.

## Ismertetése
Chauvac-Laux-Montaux község területén (Drôme megye), a Baronnies-hegység Peylan-hegyének lábánál ered. Kezdetben északnyugat felé, majd délnyugat felé folyik és Orange közelében, Caderousse községnél (Vaucluse megye) ömlik a Rhône-ba. Hossza: 114 km, vízgyűjtő területe: kb. 1100 km². 
Forrása az Alpok előhegyeiben, Baronnies történelmi és földrajzi régió középső részén található. A felső folyásán veszi fel fontosabb mellékfolyóit, melyek közül a legnagyobb, az Oule hossza is csak 33 km.
Az Eygues vízgyűjtő területe két részre osztható. A forrástól Nyons-ig tartó szakasz vízgyűjtő területe (700 km²) az Alpok előterére jellemző középhegység jellegű vidék. Jellemzői a meredek lejtők, a keskeny völgyek és a gyors, hirtelen áradó folyók. Itt a legmagasabb csúcs a Duffre (1757 m).
A Nyons-tól lefelé a torkolatig tartó szakasz vízgyűjtője a Rhône völgyéhez tartozó alacsonyabb, kevésbé tagolt vidék (400 km²), legfeljebb 550 m-ig emelkedő vonulatokkal, amely széles alluviális síkságba megy át, ahol a folyó áramlása nagyon lelassul.
A partján fekvő két jelentősebb város a folyó középső szakaszán Nyons, alprefektúra Drôme megyében, a torkolatnál pedig Orange, melynek északi határán folyik. A 100 évre számított éves átlagos vízhozam 1996-ban megadott mértéke Nyons (900 m³/s) és Orange (950 m³/s) esetében csaknem egyező volt.